# جوزيه كوينسي (سياسي)
جوزيه كوينسي (بالإنجليزية: Josiah Quincy)‏ هو سياسي أمريكي، ولد في 15 أكتوبر 1859، وتوفي في 8 سبتمبر 1919. حزبياً، نشط في الحزب الديمقراطي. وقد انتخب عمدة بوسطن ‏.